# Erhard Cziomer

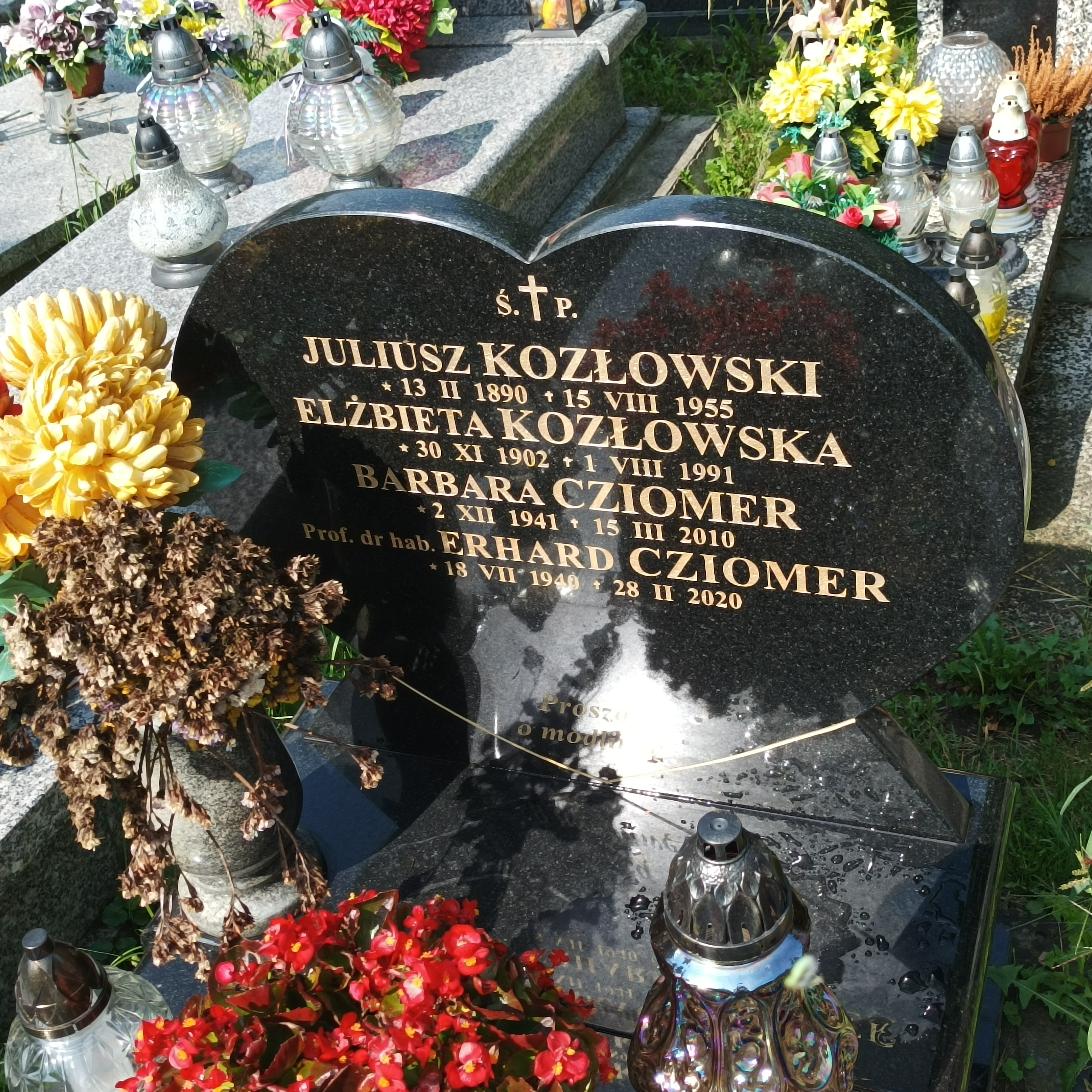
Grób Erharda Cziomera na cmentarzu wojskowym przy ul. Prandoty w Krakowie

Erhard Cziomer (ur. 18 lipca 1940 w Ligocie Bialskiej, zm. 28 lutego 2020 w Krakowie) – polski politolog, historyk, badacz stosunków międzynarodowych, nauczyciel akademicki, profesor nauk humanistycznych.

## Życiorys
Uczęszczał do liceum ogólnokształcącego w Białej koło Prudnika. W 1963 ukończył studia historyczne na Uniwersytecie Jagiellońskim, przygotowując pod kierunkiem Antoniego Podrazy pracę magisterską Rokowania pokojowe w Brześciu Litewskim a sprawa Polski 1917–1918. W czasie studiów dorabiał jako korepetytor języka niemieckiego i jako piłkarz w Ludowych Zespołach Sportowych. W 1972 obronił napisaną pod kierunkiem Władysława Serczyka pracę doktorską Niemieckie partie polityczne a stosunki niemiecko-radzieckie w latach 1918–1922. Od pokoju w Brześciu Litewskim do traktatu w Rapallo, której publikacja została wstrzymana przez cenzurę. W 1977 habilitował się na podstawie rozprawy Polityka rządu RFN wobec ZSRR w latach 1955–1972. W 1989 otrzymał tytuł profesorski w zakresie nauk humanistycznych.
Pracę zawodową rozpoczął w 1963 w Biurze Jubileuszowym Obchodów 600-lecia UJ, a także jako nauczyciel i wychowawca internatu w Technikum Hutniczo-Mechanicznym na Osiedlu Szkolnym w Krakowie. Pracował następnie na Akademii Ekonomicznej w Krakowie (1969–1982) oraz w Instytucie Nauk Politycznych i Stosunków Międzynarodowych UJ (1982–2006). Był wykładowcą w Krakowskiej Akademii im. Andrzeja Frycza-Modrzewskiego (od jej powstania w 2000) oraz w Wyższej Szkole Administracji Publicznej w Kielcach. 
Wchodził w skład Komitetu Nauk Politycznych Polskiej Akademii Nauk i Komisji Środkowoeuropejskiej Polskiej Akademii Umiejętności. Brał udział w pracach Polsko-Niemieckiej Komisji Podręcznikowej. Specjalizował się we współczesnej historii Niemiec, niemieckiej polityce zagranicznej i stosunkach polsko-niemieckich. Prowadził badania w archiwum Socjaldemokratycznej Partii Niemiec w Bonn, w drugiej połowie lat 80. opublikował serię nieocenzurowanych wywiadów z politykami tej partii w „Gazecie Krakowskiej”. Jako przedstawiciel UJ był koordynatorem (obok Włodzimierza Bonusiaka z Wyższej Szkoły Pedagogicznej w Rzeszowie) organizowanych w latach 1995–2008 w porozumieniu z Bundesinstitut für ostwissenschaftliche und internationale Studien w Kolonii i Uniwersytetem Lwowskim konferencji naukowych dotyczących współpracy Niemiec, Ukrainy i Polski, których celem było projektowanie polskiej i ukraińskiej akcesji do Unii Europejskiej oraz NATO.
Pochowany na cmentarzu wojskowym przy ul. Prandoty w Krakowie (kw. LXXXVIII/10/21).

## Wybrane publikacje
- 1976: Polityka rządu RFN wobec ZSRR w latach 1955–1972
- 1981: Determinanty i główne problemy polityki wschodniej RFN
- 1986: Teoria i praktyka decydowania w polityce zagranicznej Stanów Zjednoczonych i Republice Federalnej Niemiec
- 1988: Miejsce ZSRR w polityce zagranicznej RFN
- 1992: Historia Niemiec 1945–1991: zarys rozwoju problemu niemieckiego od podziału do jedności
- 1997: Zarys historii Niemiec powojennych 1945–1995
- 2000: Zarys współczesnych stosunków międzynarodowych
- 2005: Polityka zagraniczna Niemiec: kontynuacja i zmiana po zjednoczeniu ze szczególnym uwzględnieniem polityki europejskiej i transatlantyckiej
- 2006: Historia Niemiec współczesnych 1945–2005
- 2007: Zimna wojna (1946–1989) i jej konsekwencje dla ładu międzynarodowego

## Odznaczenia
- Krzyż Komandorski z Gwiazdą Orderu Odrodzenia Polski (2011)[9]
- Krzyż Oficerski Orderu Odrodzenia Polski (2003)[10]
- Krzyż Kawalerski Orderu Odrodzenia Polski (1990)